# رايموند هان
رايموند هان (بالإنجليزية: Raymond Han)‏ هو رسام أمريكي، ولد في 1931، وتوفي في 18 أبريل 2017.